# Liste des gouverneurs de l'Arkansas
Le gouverneur de l'État américain de l'Arkansas est le chef de l'exécutif du gouvernement de l'Arkansas et le commandant en chef des forces militaires de l'État. Il a le pouvoir d'approuver ou d'opposer son véto aux lois votés par l'Assemblée générale de l'Arkansas, de convoquer cette assemblée et d'accorder des grâces, sauf en cas de trahison et de destitution. Il est élu pour un mandat de 4 ans, renouvelable une fois consécutivement. 
L'actuel gouverneur (2023) est la Républicaine Sarah Huckabee Sanders, qui a pris ses fonctions le 10 janvier 2023.
À 2020, l'État de l'Arkansas a connu 46 gouverneurs élus, 11 gouverneurs par interim (acting governors) qui ont assumé pouvoirs et devoirs du poste après la démission ou la mort d'un gouverneur en exercice. Avant de devenir un État, le territoire de l'Arkansas a eu 4  gouverneurs , nommés par le président des États-Unis. Orval Faubus (1955-1967) servit le plus longtemps comme gouverneur, 12 ans en étant élu à six reprises. Bill Clinton  fut élu 5 fois sur deux périodes distinctes (1979-1981; 1983-1992), à un mois des 12 années et Mike Huckabee (1996-2007) servit pendant 10 ans. Le plus court mandat pour un gouverneur élu fut de 38 jours par John Sebastian Little avant sa dépression nerveuse. Un gouverneur par intérim, Jesse M. Martin ne fut en fonction que 3 jours avant la fin de son mandat.

## Liste

### Gouverneurs du territoire de l'Arkansas (1819-1836)
| Nom                            | Parti | Parti           | Début du mandat | Fin du mandat |
| ------------------------------ | ----- | --------------- | --------------- | ------------- |
| 1. James Miller                |       | -               | 1819            | 1825          |
| 2. George Izard                |       | -               | 1825            | 1829          |
| 3. Robert Crittenden (intérim) |       | -               | 1828            | 1829          |
| 4. John Pope                   |       | Parti démocrate | 1829            | 1835          |
| 5. William S. Fulton           |       | Parti démocrate | 1835            | 1836          |

### Gouverneurs de l'État de l'Arkansas (depuis 1836)
| No | Nom                        | Parti | Parti                 | Début de mandat | Fin de mandat |
| -- | -------------------------- | ----- | --------------------- | --------------- | ------------- |
| 1  | James Sevier Conway        |       | Démocrate             | 1836            | 1840          |
| 2  | Archibald Yell             |       | Démocrate             | 1840            | 1844          |
| —  | Samuel Adams               |       | Démocrate (intérim)   | 1844            | 1844          |
| 3  | Thomas Stevenson Drew      |       | Démocrate             | 1844            | 1849          |
| —  | Richard C. Byrd            |       | Démocrate (intérim)   | 1849            | 1849          |
| 4  | John Selden Roane          |       | Démocrate             | 1849            | 1852          |
| 5  | Elias Nelson Conway        |       | Démocrate             | 1852            | 1860          |
| 6  | Henry Massey Rector        |       | Démocrate             | 1860            | 1862          |
| —  | Thomas Fletcher            |       | Démocrate (intérim)   | 1862            | 1862          |
| 7  | Harris Flanagin            |       | Démocrate             | 1862            | 1864          |
| 8  | Isaac Murphy               |       | Unioniste             | 1864            | 1868          |
| 9  | Powell Clayton             |       | Républicain           | 1868            | 1871          |
| —  | Ozra Amander Hadley        |       | Républicain (intérim) | 1871            | 1873          |
| 10 | Elisha Baxter              |       | Républicain           | 1873            | 1874          |
| 11 | Augustus Hill Garland      |       | Démocrate             | 1874            | 1877          |
| 12 | William Read Miller        |       | Démocrate             | 1877            | 1881          |
| 13 | Thomas James Churchill     |       | Démocrate             | 1881            | 1883          |
| 14 | James Henderson Berry      |       | Démocrate             | 1883            | 1885          |
| 15 | Simon Pollard Hughes, Jr.  |       | Démocrate             | 1885            | 1889          |
| 16 | James Philip Eagle         |       | Démocrate             | 1889            | 1893          |
| 17 | William Meade Fishback     |       | Démocrate             | 1893            | 1895          |
| 18 | James Paul Clarke          |       | Démocrate             | 1895            | 1897          |
| 19 | Daniel Webster Jones       |       | Démocrate             | 1897            | 1901          |
| 20 | Jefferson Davis            |       | Démocrate             | 1901            | 1907          |
| 21 | John Sebastian Little      |       | Démocrate             | 1907            | 1907          |
| —  | John Isaac Moore           |       | Démocrate (intérim)   | 1907            | 1907          |
| —  | Xenophon Overton Pindall   |       | Démocrate (intérim)   | 1907            | 1909          |
| —  | Jesse M. Martin            |       | Démocrate (intérim)   | 1909            | 1909          |
| 22 | George Washington Donaghey |       | Démocrate             | 1909            | 1913          |
| 23 | Joseph Taylor Robinson     |       | Démocrate             | 1913            | 1913          |
| —  | William Kavanaugh Oldham   |       | Démocrate (intérim)   | 1913            | 1913          |
| —  | Junius Marion Futrell      |       | Démocrate (intérim)   | 1913            | 1913          |
| 24 | George Washington Hays     |       | Démocrate             | 1913            | 1917          |
| 25 | Charles Hillman Brough     |       | Démocrate             | 1917            | 1921          |
| 26 | Thomas Chipman McRae       |       | Démocrate             | 1921            | 1925          |
| 27 | Tom Jefferson Terral       |       | Démocrate             | 1925            | 1927          |
| 28 | John Ellis Martineau       |       | Démocrate             | 1927            | 1928          |
| 29 | Harvey Parnell             |       | Démocrate             | 1928            | 1933          |
| 30 | Junius Marion Futrell      |       | Démocrate             | 1933            | 1937          |
| 31 | Carl Edward Bailey         |       | Démocrate             | 1937            | 1941          |
| 32 | Homer Martin Adkins        |       | Démocrate             | 1941            | 1945          |
| 33 | Benjamin Travis Laney      |       | Démocrate             | 1945            | 1949          |
| 34 | Sid McMath                 |       | Démocrate             | 1949            | 1953          |
| 35 | Francis Cherry             |       | Démocrate             | 1953            | 1955          |
| 36 | Orval Faubus               |       | Démocrate             | 1955            | 1967          |
| 37 | Winthrop Rockefeller       |       | Républicain           | 1967            | 1971          |
| 38 | Dale Bumpers               |       | Démocrate             | 1971            | 1975          |
| —  | Bob C. Riley               |       | Démocrate,            | 1975            | 1975          |
| 39 | David Pryor                |       | Démocrate             | 1975            | 1979          |
| —  | Joe Purcell                |       | Démocrate,            | 1979            | 1979          |
| 40 | William J. Clinton         |       | Démocrate             | 1979            | 1981          |
| 41 | Frank D. White             |       | Républicain           | 1981            | 1983          |
| 42 | William J. Clinton         |       | Démocrate             | 1983            | 1992          |
| 43 | Jim Guy Tucker             |       | Démocrate             | 1992            | 1996          |
| 44 | Mike Huckabee              |       | Républicain           | 1996            | 2007          |
| 45 | Mike Beebe                 |       | Démocrate             | 2007            | 2015          |
| 46 | Asa Hutchinson             |       | Républicain           | 2015            | 2023          |
| 47 | Sarah Huckabee Sanders     |       | Républicain           | 2023            | en fonction   |